# 飛田多喜雄
飛田 多喜雄（ひだ たきお、1907年11月15日 - 1991年2月8日）は、日本の国語教育学者。成蹊大学文学部教授を歴任。

## 略歴
千葉県山武郡豊成村（現・東金市）生まれ。1928年千葉県師範学校卒、市川尋常高等小学校訓導となる。1939年成蹊小学校教諭、1947年成蹊中学校教諭。1949年『実践国語』編集長となる。1963年成蹊高等学校教諭。1970年成蹊大学文学部教授、1978年定年退任。1965年『国語教育方法論史』で垣内松三賞、1974年博報賞、1985年著作集『国語科教育方法論大系』全10巻で石井賞（全国大学国語教育学会賞）受賞。

## 著書
- 『実践読方教授細目 教材解説・日案兼用 尋常科5学年後期用(巻10)』西原慶一訂 啓文社 1937
- 『低学年読方教育要義』啓文社 1938
- 『形象理会読方教育の実践機構』啓文社 1939
- 『愛児の為の正しい国語の教へ方 お誕生から初等一二年迄の言葉の躾け方』研究社 1940
- 『国民学校国語修練の道』啓文社 1941
- 『国の子の家庭教育』新潮社 1942
- 『幼児の言語教育』巌松堂 保育叢書 1947
- 『ことばあそび』二葉児童文庫 二葉書店 1949
- 『ふしぎなてがみ 社会科童話二年生』泰光堂 1949
- 『新しい国語教育の方法』西荻書店 1950
- 『文学教育方法論』明治図書出版 1956
- 『機能的読解指導』明治図書出版 1962
- 『たのしいことばあそび』金の星社 1964
- 『国語教育方法論史』明治図書出版 1965
- 『国語教育論集』光村図書出版 1978
- 『ひとつの風 随想』国語教育実践理論の会 1978
- 『国語科教育方法論大系』全10巻 明治図書出版、1984
- 『続・国語教育方法論史』明治図書出版 1988

### 共編著
- 『愛の教室 美しい心明かるい生活 1～4年生』泉節二,山下正雄共著 泰光堂, 1951
- 『中学生文学全集 11 志賀直哉集』編 新紀元社 1956
- 『中学生文学全集 10 武者小路実篤集』共編 新紀元社 1956
- 『中学生文学全集 12 芥川竜之介集』編 新紀元社 1956
- 『国語科99の相談』馬場正男共著 明治図書出版 教師のための相談選書 1957
- 『中学生文学全集 7 島崎藤村集』共編 新紀元社 1958
- 『中学校学習指導要領の展開 第7 国語科編』石井庄司共編 明治図書出版 1959
- 『実践講座国語教育 第2 国語科の指導計画』共編 牧書店 1960
- 『新作文指導法の開発 表現能力を伸ばす』編著 明治図書出版 1969
- 『創造力を伸ばす文学指導法の開発』編著 明治図書出版 1972
- 『中学校新指導要領の評価研究 国語科編』編 明治図書出版 1972
- 『中学校国語科指導細案』編 明治図書出版 新学習指導要領細案化シリーズ 1974
- 『文章表現の理論と方法』大熊五郎共著 明治図書出版 1975
- 『個別化をめざす国語科読書指導法の開発』編 明治図書出版 国語科教育全書 1976
- 『学力をつける国語科指導技術の開発』編 明治図書出版 国語科授業の新展開 1979
- 『新国語科教育講座』藤原宏共編 明治図書出版 1979
- 『小学校国語科指導細案』瀬川栄志共編 明治図書出版 1980
- 『書く意欲・書く力を重視した表現指導法の開発』編 明治図書出版 国語科授業の新展開 1981
- 『教育者のための文章教室』大熊五郎共編著 蒼丘書林 1981
- 『新国語科表現力指導法』編 明治図書出版 1982
- 『国語科基礎・基本の体系的指導』瀬川栄志共編 明治図書出版 基礎的・基本的事項の指導シリーズ 1983
- 『最新中学校国語科指導法講座』全12巻 小林一仁共編 明治図書出版 1983-84
- 『新国語科理解力指導法』編著 明治図書出版 1983
- 『新旧学習指導要領の対比と考察 中学校国語科』小林一仁共著 明治図書出版 1989
- 『誰にもできる国語科教材研究法の開発』国語教育実践理論の会共著 明治図書出版 国語科授業の新展開 1990
- 『光村漢字学習辞典 3訂版』藤原宏ほか共編著 光村教育図書 1997
- 『光村国語学習辞典 3訂版』共編著 光村教育図書 1998

### 記念論文集
- 『飛田多喜雄先生に学ぶ』国語教育実践理論研究会飛田多喜雄先生記念論文集編集委員会編 溪水社 2010